# Nothobranchius robustus
Nothobranchius robustus là một loài cá thuộc họ Aplocheilidae. Nó được tìm thấy ở Kenya, Tanzania, và Uganda. Các môi trường sống tự nhiên của chúng là sông, intermittent rivers, swamps, and intermittent đầm lầy nước ngọt.